# Martanesh

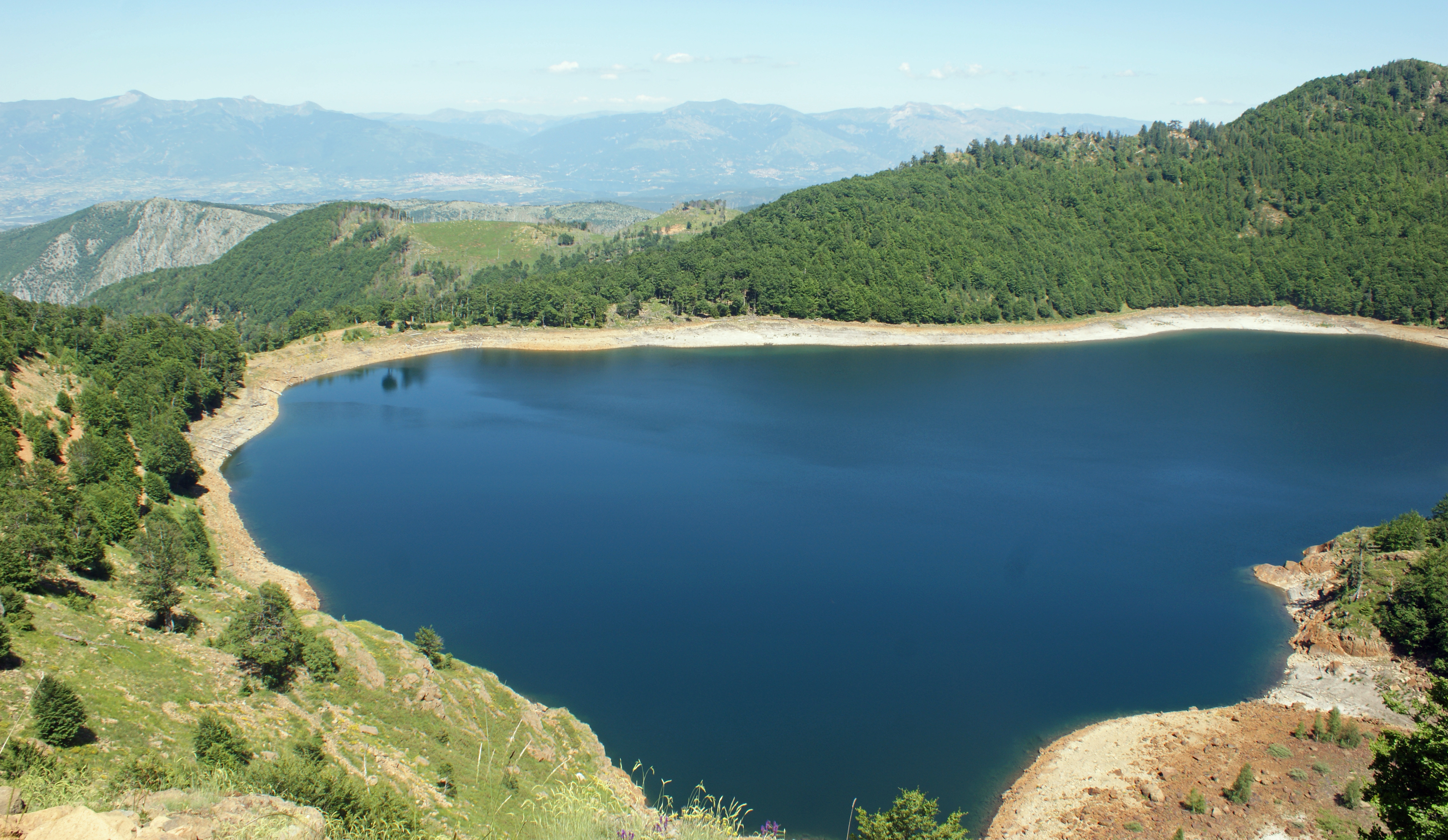

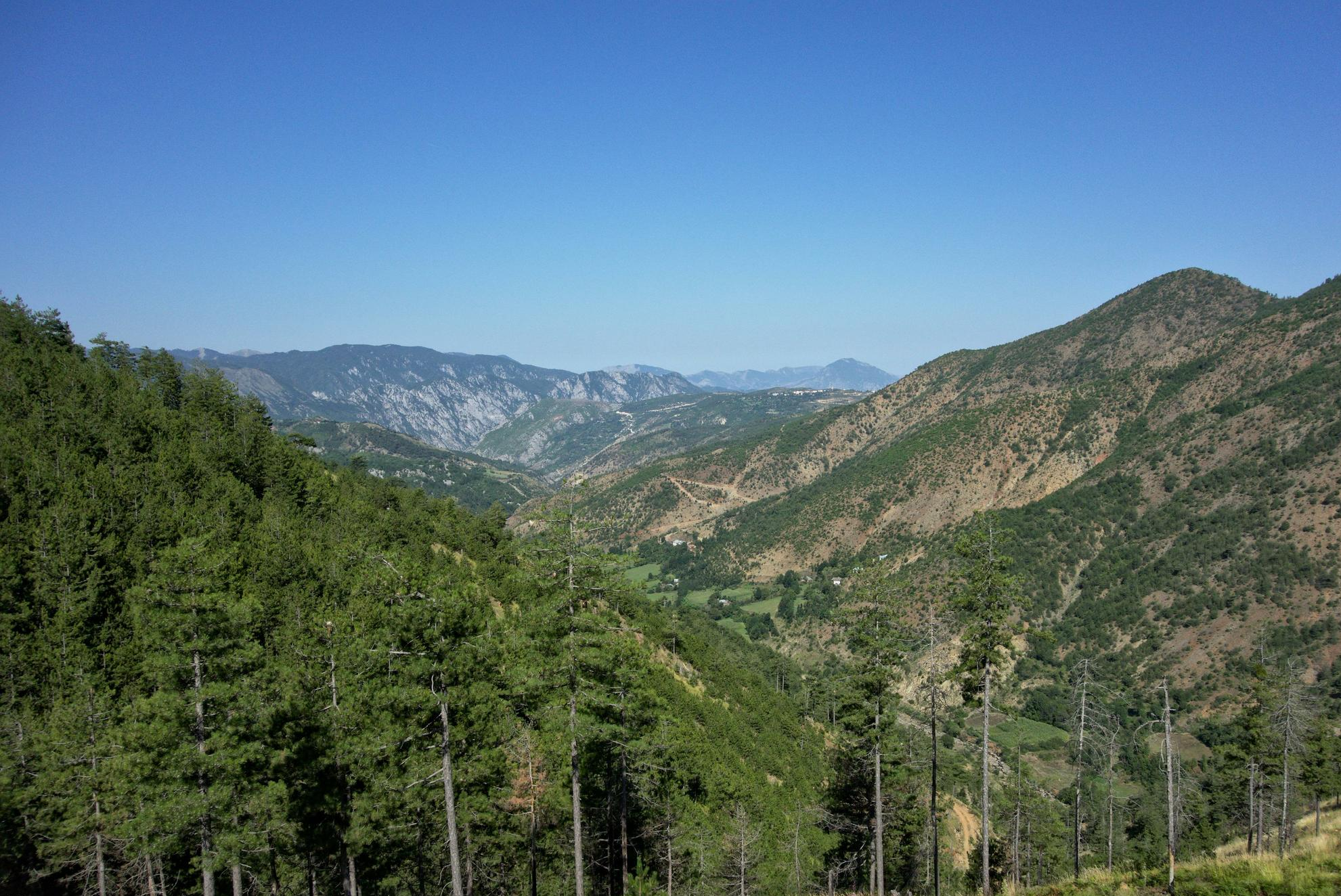

Martanesh è una frazione del comune di Bulqizë in Albania (prefettura di Dibër).
Fino alla riforma amministrativa del 2015 era comune autonomo, dopo la riforma è stato accorpato, insieme agli ex-comuni di Bulqizë, Gjoricë, Fushë Bulqizë, Ostren, Shupenzë, Trebisht e Zerqan a costituire la municipalità di Bulqizë.
La regione di Martanesh è situata in una zona isolata nei monti della regione di Dibër, Tirana si trova ad ovest e Bulqizë è a nord. Nella regione si trovano le sorgenti del fiume Mat che scorre verso nord-ovest verso l'area del comune di Mat che si apre in un'ampia vallata.

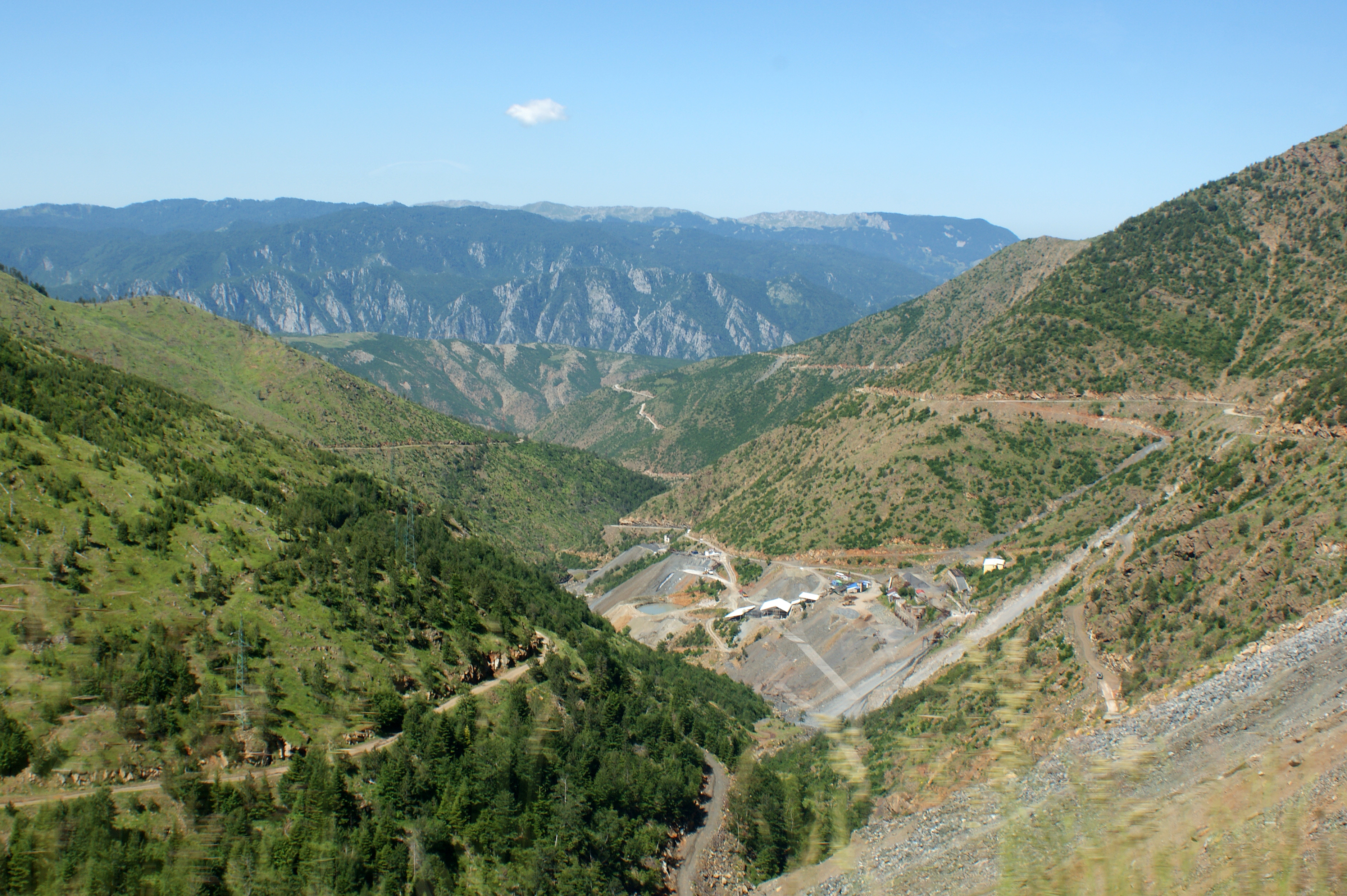
Lavori di scavo nei pressi della miniera di Batra

Il rilievo più elevato dell'area è il Maja e Dhoksit (2020 m s.l.m.) la parte occidentale del massiccio è caratterizzata da strette valli e gole con fenomeni carsici, la parte orientale invece è caratterizzata dalla presenza di rocce ultrabasiche di origine magmatica ricche di risorse minerali, in particolare il cromo che viene estratto in numerose miniere.
La montagna di Kaptina è una delle montagne più alte della zona ( da cui si può veder a occhio nudo la cita confinante della Repubblica di Macedonia), quindi fanno di quest'ultima un punto strategico.
La popolazione di questa zona è Bektashi, e il posto più sacro in assoluto è Bam Sulltani, un luogo situato nella zona di Ballenje e madhe in cui ogni anno si organizzano pellegrinaggi e feste.
Mentre dal punto di vista storico, Martanesh è conosciuta come una zona che ha contribuito alla causa nazionale a partire dal medioevo con il Principe di Mat e Dibra, Gjon Kastrioti il padre di Scanderbeg (eroe nazionale), che secondo il scrittore Marin Barleti e alcuni studi fatti dall'università di Vienna, si sostiene che Scanderbeg è nato proprio in queste zone (Mat).
A partire dagli anni 1940, durante la guerra anti-fascista, nel paese furono creati Ceta e Martaneshit, appunto per aiutare la liberazione del paese dall'occupante. Successivamente il paese fu bersaglio anche dello stesso partito comunista; i partigiani ammazzarono ben 22 uomini, per cui c'è stato una forte dissenso con il regime di Hoxha.
Dopo gli anni 1990, con la caduta del regime dittatoriale, furono molti gli intellettuali che sono diventati parte integrante della vita politica dell'Albania. (ministri come Luan Rama e Mustafa Xhani).

## Località
- Il comune è formato dall'insieme delle seguenti località:[3]
- Kraste
- Gjon
- Lene
- Peshk
- Val
- Stavec
- Melcu
- Nderfusha